# Cephalotes maculatus
Cephalotes maculatus är en myrart som först beskrevs av Smith 1876.  Cephalotes maculatus ingår i släktet Cephalotes och familjen myror. Inga underarter finns listade.

## Bildgalleri

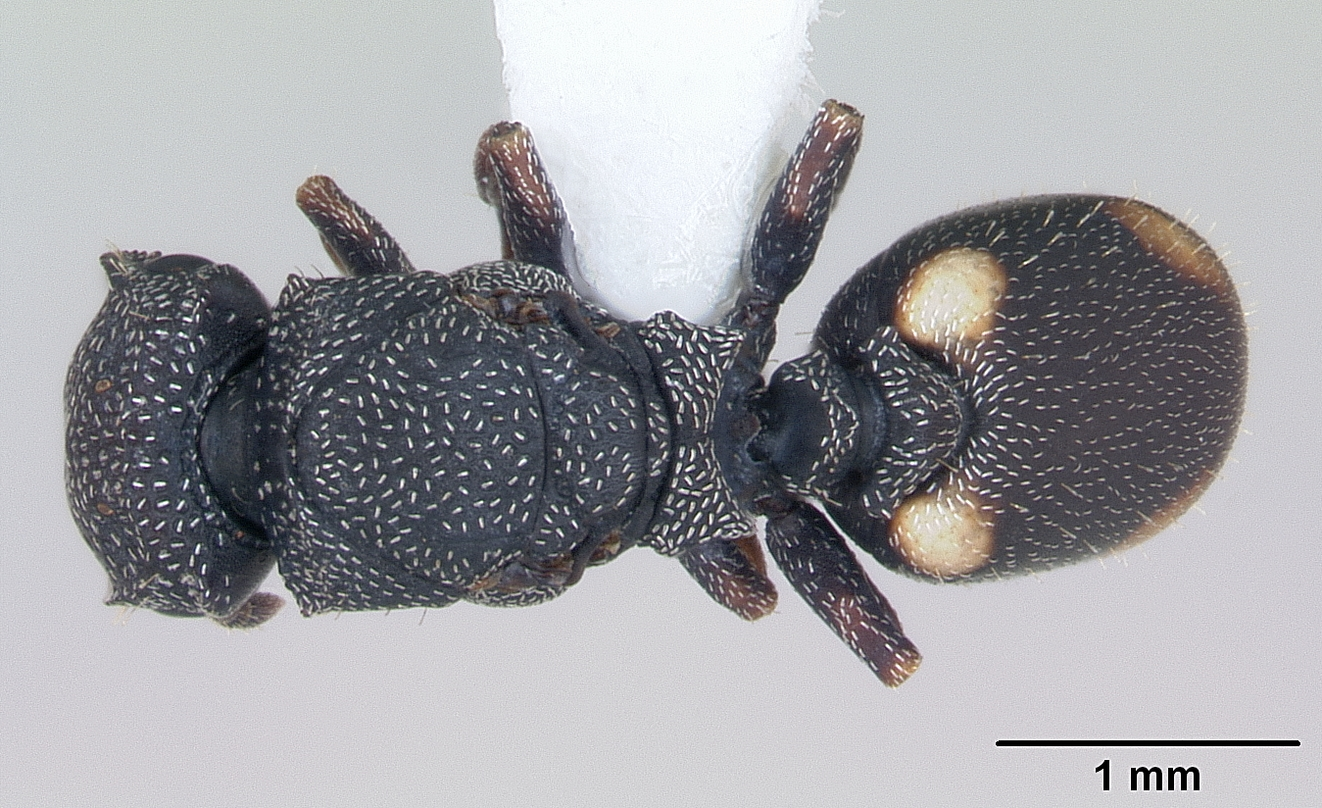
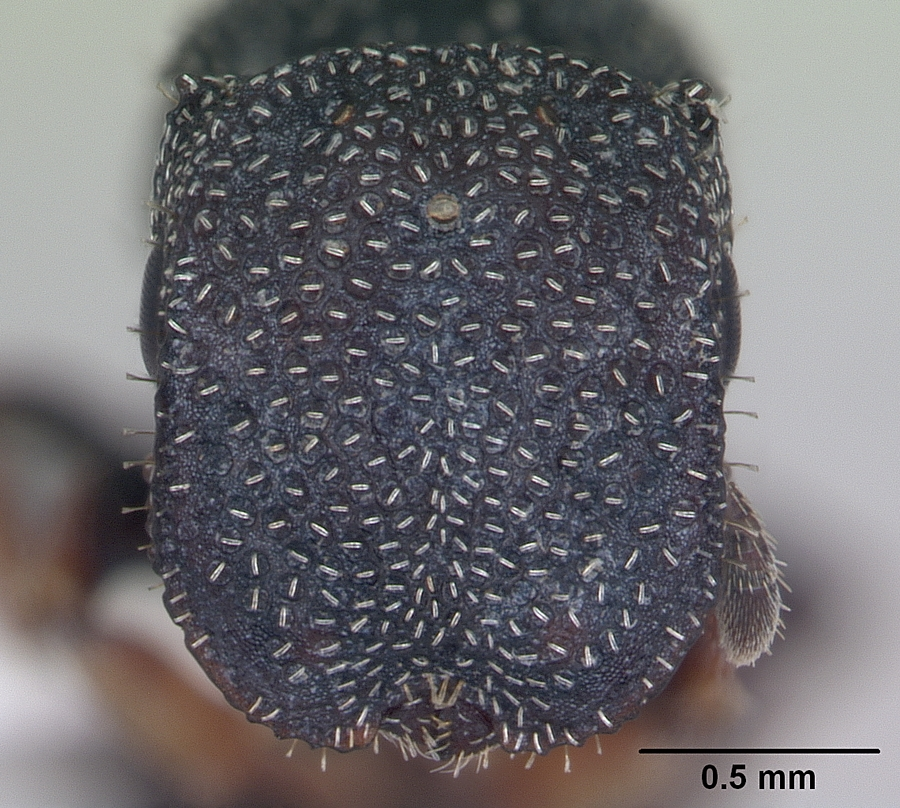
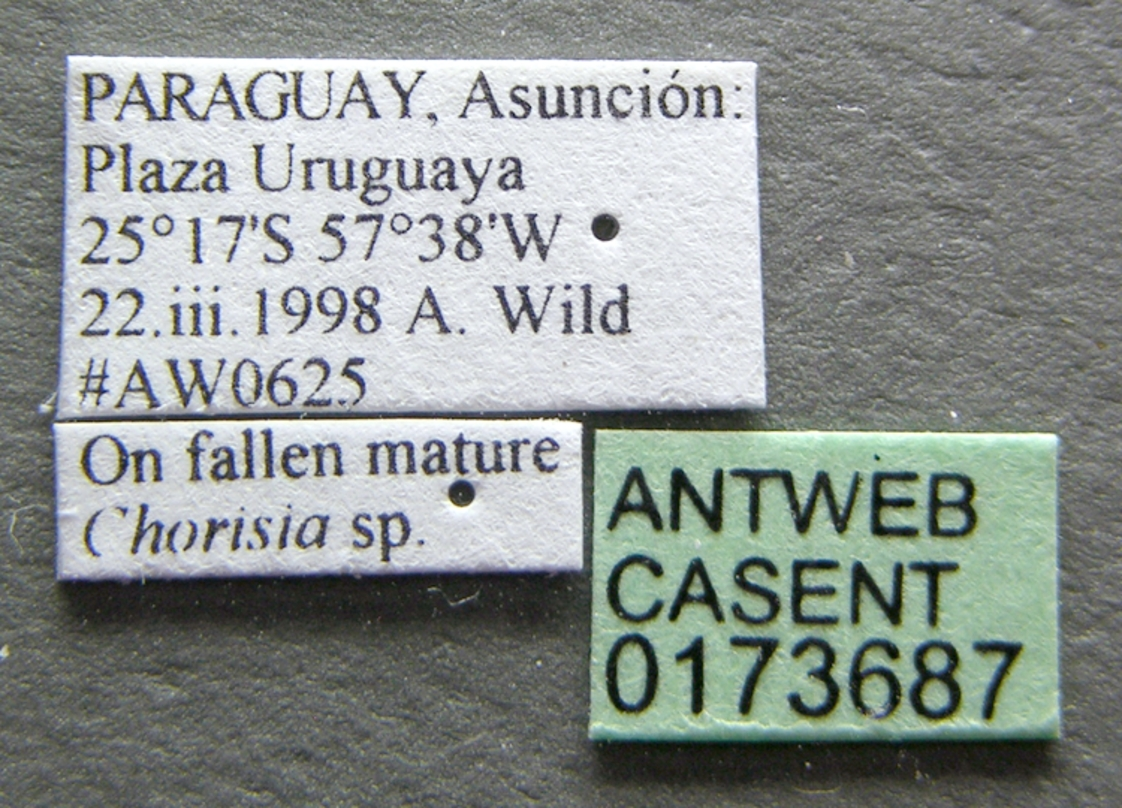
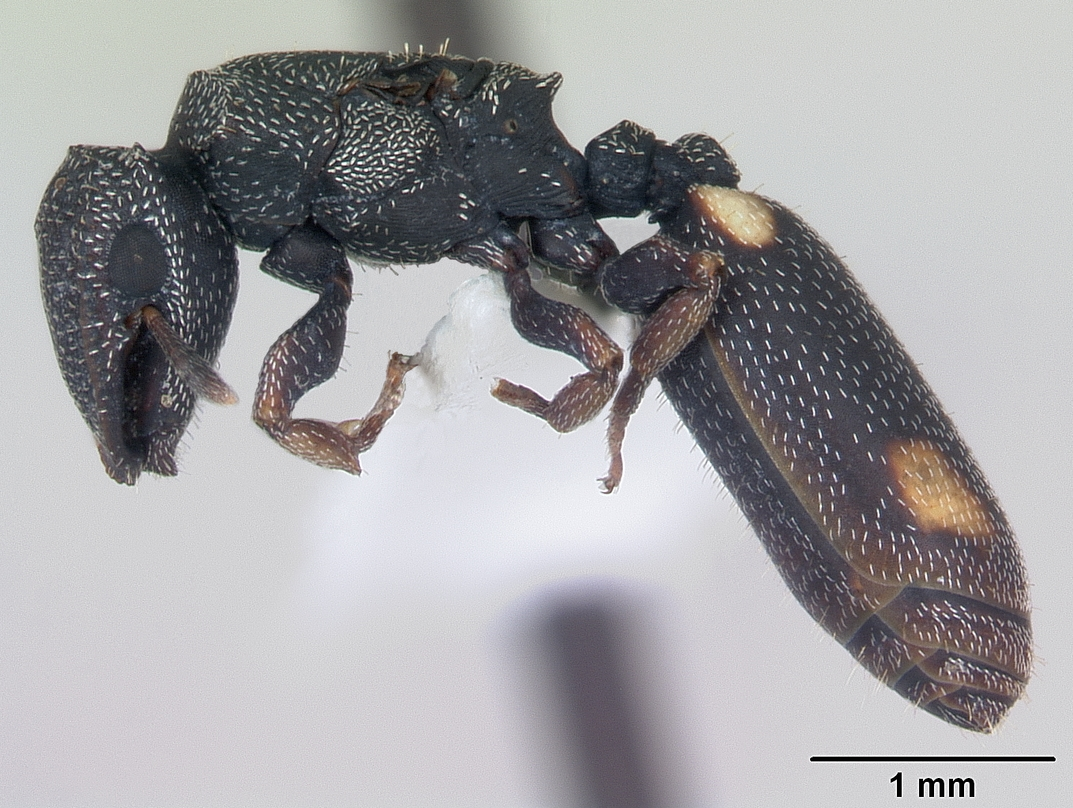
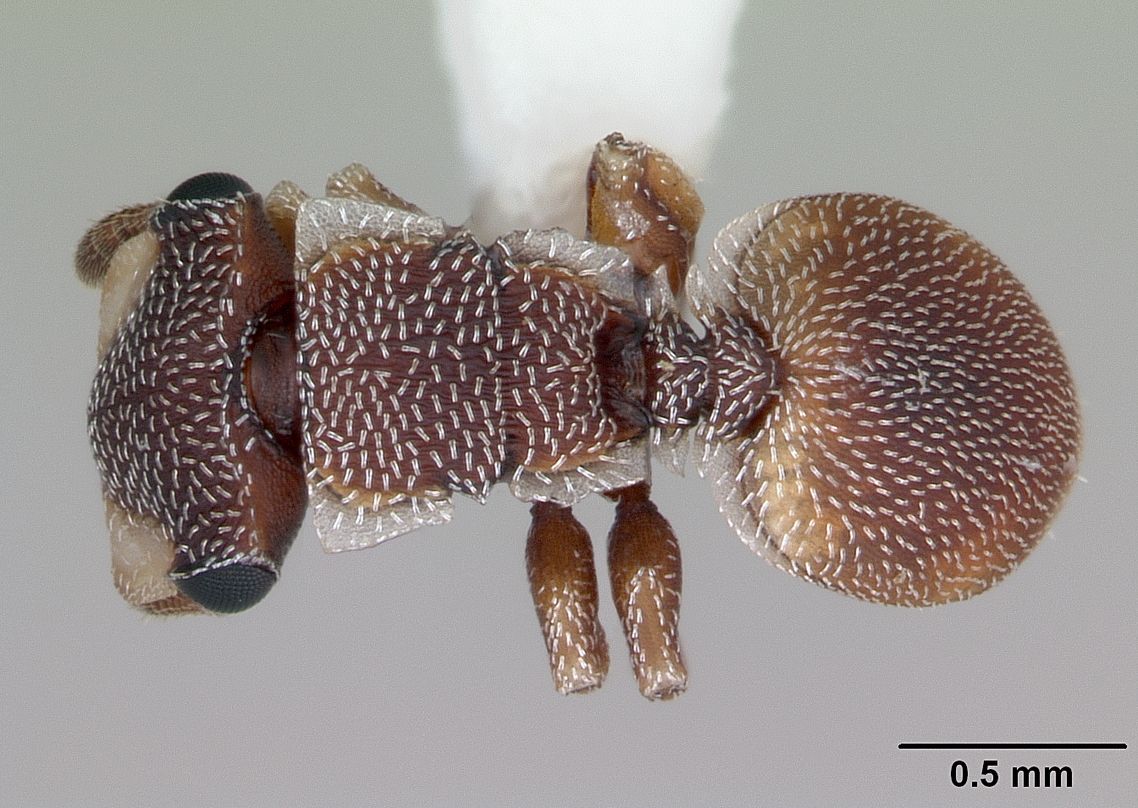
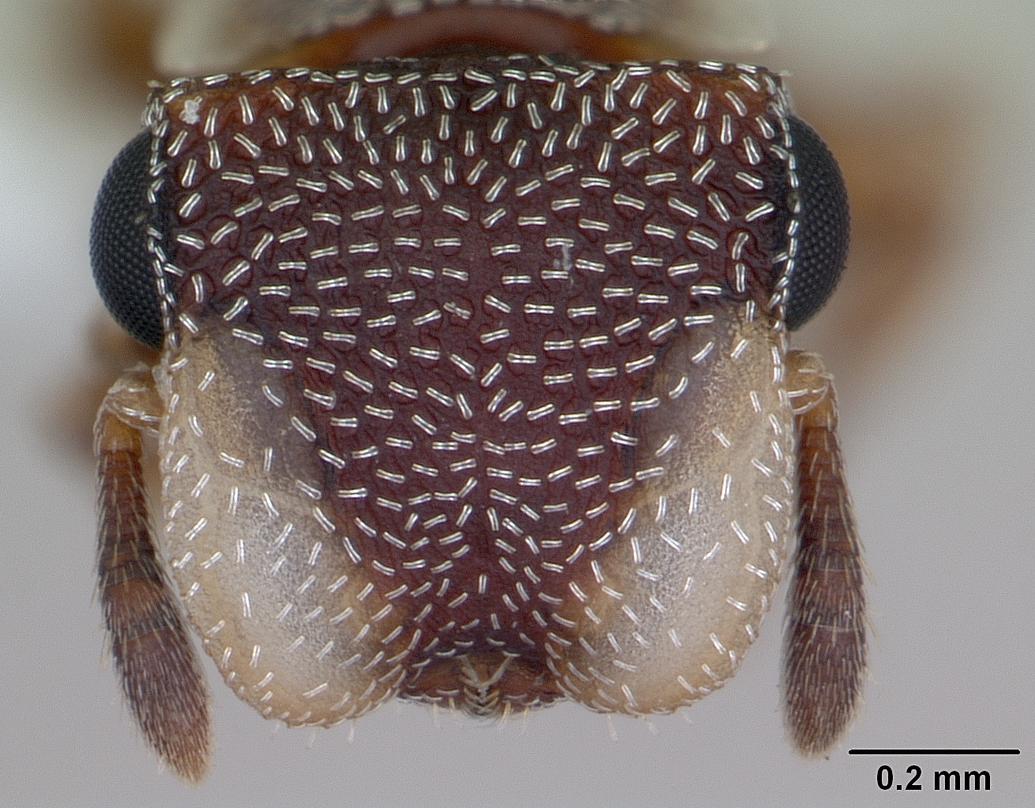